# Đại sứ Việt Nam tại Nhật Bản

## Danh sách đại sứ

### Đại sứ Việt Nam tại Nhật Bản
1. Nguyễn Giáp (1976-1980)
2. Nguyễn Tiến (1981-1984)
3. Đào Huy Ngọc (1984-1987)
4. Võ Văn Sung (1988-1992)
5. Nguyễn Tâm Chiến (1992-1995)
6. Nguyễn Quốc Dũng (1995-1999)
7. Vũ Dũng (1999-2003)
8. Chu Tuấn Cáp (2003-2007)
9. Nguyễn Phú Bình (2008-2011)
10. Đoàn Xuân Hưng (2012-2015)
11. Nguyễn Quốc Cường (2015-2018)
12. Vũ Hồng Nam (2018-2022)
13. Phạm Quang Hiệu (2023-nay)